# Xã Western, Quận Wells, Bắc Dakota
Xã Western (tiếng Anh: Western Township) là một xã thuộc quận Wells, tiểu bang Bắc Dakota, Hoa Kỳ. Năm 2010, dân số của xã này là 87 người.